# Бустан (Андижанська область)
Бустан (узб. Бўстон, Boʻston) — міське селище в Узбекистані, в Алтинкульському районі Андижанської області.
Статус міського селища з 2009 року.